# Куртинський сільський округ
Курти́нський сільський округ (каз. Курті ауылдық округі, рос. Куртинский сельский округ) — адміністративна одиниця у складі Ілійського району Алматинської області Казахстану. Адміністративний центр — село Акші.
Населення — 5798 осіб (2021; 5892 у 2009, 4906 у 1999, 7040 у 1989).
Станом на 1989 рік існувала Куртинська сільська рада (села Акші, Курти) колишнього Куртинського району.

## Склад
До складу округу входять такі населені пункти:
| Населений пункт | Населення, осіб (1989) | Населення, осіб (1999) | Населення, осіб (2009) | Населення, осіб (2021) |
| --------------- | ---------------------- | ---------------------- | ---------------------- | ---------------------- |
| Акші, село      | 6600                   | 4662                   | 5646                   | 5650                   |
| Курти, село     | 440                    | 244                    | 246                    | 148                    |